# Pierre Xavier Emmanuel Ruffey
Pierre Xavier Emmanuel Ruffey (Digione, 19 marzo 1851 – 14 dicembre 1928) è stato un generale francese, comandante della IIIe Armée durante le fasi iniziali della prima guerra mondiale, fu destituito dal comando dopo l'esito negativo della battaglia delle Frontiere.

## Biografia
Nacque a Digione il 19 marzo 1851 figlio di Jean Louis e di Élisabeth Octavie Vernier. Tra il 1871 ed il 1873 frequentò l'École polytechnique e successivamente la Scuola di applicazione dell'artiglieria e del genio (École d'application de l'artillerie et du génie) di Fontainebleau (1873-1875). All'uscita dalla Scuola di applicazione fu promosso sottotenente, passando al grado di tenente nel 1876.

### La prima parte della carriera
Collaborò presso l'industria manifatturiera militare di Châtellerault nel 1878, venendo promosso capitano in quello stesso anno, e passando quindi alla fonderia di Bourges nel 1879. Tra la fine del 1879 ed il 1881 frequentò la Scuola superiore di Guerra (École supérieure de guerre) di dove si classificò al primo posto su settantacinque allievi.
Entrato a far parte del 3º Reggimento di artiglieria nel 1879, passò poi all'8º Reggimento nel 1881. In quella data fu chiamato, in qualità di aiutante, presso la Direzione dell'artiglieria di Toul, venendo quindi messo a disposizione del governatore della piazzaforte di Verdun, sita sulla Mosa. Nel 1882 divenne professore aggiunto di storia militare presso la Scuola superiore di guerra. Nel 1885 raggiunge lo Stato maggiore della 3ª Divisione di fanteria appartenente alla 2ª Regione militare di Châlons. Nel 1886 fu destinato a prestare servizio presso la Direzione del personale della sezione tecnica dell'artiglieria. Nel 1887 andò alla Scuola superiore di guerra come professore aggiunto di tattica di artiglieria, restandovi fino al 1893.
Nel corso del 1893 prese servizio presso il 1º Reggimento d'artiglieria, e poi nel 1895 divenne comandante un gruppo di batterie da montagna impiegato durante la spedizione in Madagascar. Di nuovo professore aggiunto di tattica d'artiglieria alla Scuola superiore di guerra nel 1896, assume la direzione del corso l'anno seguente. Promosso tenente colonnello nel 1897, divenne comandante di Corpo (Chef de Corps) del 9º Reggimento d'artiglieria a Castres nel 1901. In quello stesso anno è promosso al grado di colonnello, e il 16 aprile dell'anno successivo sposa a Beaujeu-Saint-Vallier-Pierrejux-et-Quitteur (Alta Saona) la signorina Marie-Thérèse Louise Ruffey.
Opera come Capo di stato maggiore del XVII Corpo d'armata dal 12 ottobre 1903 al 24 giugno 1906. Promosso generale di brigata il 26 dicembre 1905, assume poi il comando della 27ª Brigata il 24 giugno 1906, mantenendo tale incarico fino al 19 marzo 1910. Da quello stesso giorno al 18 giugno 1912 presta servizio presso la 36ª Divisione di fanteria, venendo elevato al rango di generale di divisione l'8 novembre 1910, quando assunse il comando del XIII Corpo d'Armata a Clermont-Ferrand, ricoprendo tale incarico fino al 30 ottobre 1913. In quello stesso giorno diviene membro del Conseil supérieur de la guerre e comandante della IIIe Armée di mobilitazione il 30 ottobre dello stesso anno.

### La Prima Guerra Mondiale
Alla dichiarazione di guerra, nell'agosto 1914, assume il comando della IIIe Armée schierata su una linea che andava da Montmédy a Rocroi. In base al Piano XVII redatto dal generalissimo Joseph Joffre la IIIe Armée, coadiuvata dalla IV Armée del generale Fernand de Langle de Cary, doveva attaccare nel settore delle Ardenne. Tra il 6 ed il 15 agosto il Corpo di cavalleria del generale André Sordet effettuò una serie di ricognizioni nelle Ardenne, che non rivelarono la presenza di forze nemiche. L'attacco francese iniziò il 21 agosto con l'avanzata della III Armée su Briey mentre la IV Armée si diresse su Neufchâteau. Purtroppo l'avanzata francese coincise con l'inizio dell'offensiva tedesca. La 4ª Armata tedesca del generale Albrecht Duca del Württemberg e la 5ª Armata del Principe Ereditario Guglielmo di Prussia stavano avanzando attraverso le Ardenne già dal 19 agosto. Il giorno 21 le avanguardie delle due armate francesi stabilirono il contatto con quelle tedesche dando vita ad una confusa serie di piccoli scontri.
Le forze principali avversarie entrarono in contatto tra di loro il 22 agosto. La fanteria francese fu pesantemente sconfitta dalla superiore tattica di quella tedesca, ampiamente dotata di mitragliatrici e supporto di artiglieria pesante. Vi furono alcune piccole vittorie francesi, ma il 22 agosto la IIIe Armée fu investita in pieno dall'attacco tedesco. La 3ª Divisione Coloniale fu praticamente distrutta a Rossignol, circa 16 km a nord di Neufchâteau, e ciò provoco il collassò, della IIIe Armée che trascinò con sé anche la IV. Entro la sera del 23 agosto le due armate francesi iniziarono una scomposta ritirata verso la linea della Mosella, inseguite dalla due armate tedesche in piena avanzata. Il 24 agosto la IV Armée trovò riparo dietro alla Mosella, presto seguita dai resti della III.
Poco prima dell'inizio della prima battaglia della Marna, il 30 agosto, egli fu silurato (limogeage) dal generale Joffre, comandante in capo dell'esercito francese. Primo alto ufficiale ad essere rimosso dall'incarico, venne sostituito dal generale Sarrail, ed in questa occasione egli redasse un durissimo memoriale contro i generali Joffre e Maunoury.
Dopo questo fatto non ricevette più alcun incarico operativo, tuttavia effettuò ancora diverse ispezioni militari sin verso la fine dell'anno. Il 18 marzo 1915 assunse il comando dell'11ª Regione Militare di Nantes, incarico che mantenne fino al 16 febbraio del 1917. Il 1º marzo dello stesso anno fu posto definitivamente in riserva.
Si spense il 14 dicembre 1928, e il suo corpo fu poi inumato nell'Hôtel des Invalides a Parigi.

## Pubblicazioni
- L'artillerie en liaison avec les autres armes, Ecole supérieure de Guerre, Editeur scientifique, 1900-1901.
- Cours d'artillerie 1894-1896, Ecole supérieure de Guerre, Editeur scientifique, 1900-1901.
- Étude théorique sur l'attaque décisive: role de l'artillerie dans l'attaque décisive, H. Charles-Lavauzelle, Paris, 1904.
- Étude critique du règlement anglais des trois armes (redatto da Lord Roberts, il 1º maggio 1903) traduzione del colonnello Pierre-Xavier-Emmanuel Ruffey.

### Annotazioni
1. ↑  Nacque presso il domicilio dei suoi genitori, nel sobborgo di Saint Pierre, in rue de Longvic 1. Il padre, trentaduenne, di professione faceva il locandiere, mentre la madre, ventiseienne, era casalinga.
2. ↑  Nel 1879 risultava in forza al 3º Reggimento d'artiglieria di stanza a Castres, passando quindi all'8° di Montmédy nel corso del 1881.
3. ↑  Nel 1891 viene promosso al grado di chef d'escadron,
4. ↑  Designata anche con l'appellativo di Armée de Châlons.
5. ↑  Con il rango di comandante d'armata e appellativo di generale d'armata.
6. ↑  Tale armata era forte di 168.000 uomini.
7. ↑  Secondo il piano originario la III Armée avrebbe dovuto avanzare su Virton, proseguendo quindi su Metz.

### Fonti
1. 1 2  Sumner 2012, p. 12.
2. 1 2  Sumner 2012, p. 13.
3. 1 2 3 4 5 6 7  First World War.
4. 1 2  Horne, Herwig 2012, p. 49.
5. 1 2  Horne, Herwig 2012, p. 51.
6. ↑  Horne, Herwig 2012, p. 50.
7. ↑  Spencer, Matysek Wood, Murphy 1996, p. 277.
8. 1 2  Spencer, Roberts 2005, p. 730.
9. 1 2 3 4  Doughty 2009, p. 67.
10. 1 2  Spencer, Matysek Wood, Murphy 1996, p. 278.